# 田中慎太郎
田中 慎太郎（たなか しんたろう、1993年3月10日 - ）は、日本の映画監督、ドラマ監督、映画プロデューサー、映像クリエイター。長崎県佐世保市出身。

## プロデューサー作品
- 2016年 - 『JUNK』
- 2020年 - 『極道の門 第六部』
- 2020年 - 『極道の門 第七部』
- 2020年 - 『極道の門 第八部』
- 2020年 - 『CAT』

## 監督作品
- 2014年
  - 映画『バックグラウンド』（第一回新人監督映画祭長編コンペティション部門上映）監督・脚本・編集・主演[1]
- 2020年
  - 短編映画『Petunia-追憶』（みやざき自主映画祭 特別上映選定作品）監督・脚本・撮影・編集[2]
  - 短編映画『家出女と間借り男』監督・脚本・編集
- 2021年
  - 短編映画『親子未満』監督・脚本・編集
  - 映画『劇薬-memory』監督・脚本・編集（Paris Cinema Awards Best Feature Film）
  - 観光PV『福井弁わかる？福井でデートなう/福井県新幹線開業課PRチャンネル』監督・脚本・編集[3]
  - ドキュメンタリー番組『東日本大震災から10年〜連合、あのとき、そして今』構成・演出・編集[4]
- 2022年
  - MV『アッパレビバディ/Appare!』監督・脚本・編集
  - MV『夏恋バケーション!/花いろは』監督・編集
  - MV『いつか黄昏の空で/gusou十色』監督・脚本・撮影・編集
  - 短編映画『くそったれ、クリスマス』監督・脚本・主演・編集（日本コメディ映画祭2022優秀作品賞/優秀コメディアン賞）[5]
- 2023年
  - 日本音楽事業者協会製作作品『絶対零度のオアシス』全エピソード監督
  - 映画『近くて遠い親子』監督・脚本・撮影・編集
  - MV『BIRTHDAY feat.掌幻/TONEMANIA』監督・編集
- 2024年
  - MV『さわげ！うたげーしょん！/UtaGe!』監督・編集
- 2025年
  - 日中合作連続ドラマ『私たちの東京ストーリー』現場執行監督

## その他
- 映画『ひとつの空』録音（2021）[6]
- 映画『漆黒の神威 episode ZERO』撮影監督・編集(2022) [7]
- 映画『てぃだ いつか太陽の下を歩きたい』録音（2022）[8]
- 映画『長全寺』監督補・編集（2022）[9]